# Davézieux
Davézieux település Franciaországban, Ardèche megyében. Lakosainak száma 3181 fő (2022. január 1.). Davézieux Annonay, Boulieu-lès-Annonay, Peaugres, Saint-Clair, Saint-Cyr és Vernosc-lès-Annonay községekkel határos.

## Népesség
A település népességének változása:
| Lakosok száma | 1191 | 1776 | 2371 | 2779 | 3049 | 3107 | 3162 | 3168 | 3144 | 3181 |
|               | 1968 | 1982 | 1990 | 2006 | 2013 | 2015 | 2017 | 2019 | 2020 | 2022 |